# وادي ليه (الطائف)
وادي لِيّه، من أكبر أودية مدينة الطائف في منطقة مكة المكرمة غرب السعودية.

## الموقع
يقع بدايته في الجهة الشرقية الجنوبية من الطائف، يقول غيلان بن سلمة 
يقول البكري: «ليه بكسر أوله وتشديد ثانيه هي أرض من الطائف على أميال يسيرة».

## روافده
- غدير البنات الذي يمتاز بمنظره الخلاب
- مساييل عرضة التي تبدأ من جبل إمط، وتجتمع روافد وادي عرضة عند المدرج الذي يتألف من جبال فيكون سيلاً واحداً.

## قرى ومزارع وادي ليه
- أبو حجارة
- الحائط
- سويد
- وادي ذوي سلطان
- أم الخفان
- بلاد ذوي عبد الإله
- بلاد الفتات
- المظهرة
- اللوية
- البواطن
- الشعبية أو قرية الشعاب
- المشرقي
- الخادمية
- أبو وردة
- قرية بن الحسن
- المليسية
- دار الغنم
- الحصنين
- قرية عمقان[2]

## سد وادي ليه
أنشيء هذا السد في عام 1402هـ/1982م يبعد عن الطائف بمسافة تُقدر بحوالي 14 كم ويقع في وادي ليه، وتُقدر سعته التخزينية 1000000 متر مكعب، وهو عبارة عن بناء خرساني يبلغ طوله 183م، وارتفاعه 33م، ويتألف من أربع فتحات للتحكم بمياهه.

## وصلات خارجية
- منه اسمها القديم«وج» أشهرأودية الطائف.
- الطائف تزداد جمالاً بتدفق مياه الأمطار.